# Азорди
Азорди (груз. აზორდი; тур. Ungüzek Kalesi) или Акчакала (тур. Akçakale, груз. თეთრიციხე; «белая крепость») — средневековая крепость, расположенная на территории современной Турецкой Республики, в иле Эрзурум, в районе Узундере. Крепость находится в исторической области Тао, на высоте 1180 метров над уровнем моря. Её расположение на магистральных путях придавало ей как оборонительную, так и транзитно-экономическую функцию.

## Топонимика
В османских источниках XVI–XVII веков крепость часто упоминается под названием «Акчакала» (тур. Akçakale, «Белая крепость»). По этой причине грузинские источники также называют его Тетри-Цихе (груз. თეთრიციხე).
Окрестности крепости отличаются скалистым рельефом, в связи с чем на современных туристических картах и путеводителях объект иногда обозначается как тур. Dikyar kapıö, что дословно переводится с турецкого как «врата из множества прямых скал».
В приложении к книге путешествий грузинского исследователя Эквтиме Такаишвили от 1917 года крепость изображена под названием Акчакала на рисунке № 150. Другое её название, Узундере, происходит от местности, в которой она расположена, и означает в переводе с турецкого «долгая долина».

## История
Крепость находится в пределах Тортумского ущелья и один из древних путей, проходивший от побережья Чороха вверх по протяжённому ущелью Чоргени. На другом конце, в долине Чороха, этот путь упирался в крепость Ошнаки, которая также являлась важным укреплённым пунктом на этом маршруте. В османских источниках XVI века она упоминается в контексте завоевания южных районов Грузии.
В 1518 году грузинский феодал Курцина выразил покорность османскому султану Селиму I (1470–1520) и попросил признать его бегом над территориями Тортума и Акчакалы. В том же году крепость находилась во владении Ибашери, сына Курцины, который конфликтовал с правителями княжества Самцхе-Саатабаго.
В одном из документов от 1532 года говорится:
Эту территорию называют долиной Хахо (так в османских источниках именуется Хахули). Это очень хороший край. Кроме того, здесь есть несколько небольших крепостей, одну из которых называют Акчакала. Крепость Тортум сначала принадлежала Кваркварэ, но временно перешла во владение Куцин. Старой главной крепостью Курцин была именно Акчакала. В настоящее время эти крепости временно находятся в руках одного неверного дворянина по имени Ростом.
В 1521 году крепость перешла во владение грузинского дворянина Ростома. Однако в 1549 году крепость была захвачена османами и включена в состав Тортумской ливы Эрзурумского эялета.